# Paul Locherer (Widerstandskämpfer)
Paul Locherer (* 16. Oktober 1903 in Mannheim; † 1975 in Zeuthen) war ein deutscher Mechaniker, Gewerkschafter, Politiker (SAPD) und sozialistischer Widerstandskämpfer gegen den Nationalsozialismus.

## Leben
Paul Locherer wurde am 16. Oktober 1903 als fünftes Kind des Porzellanmalers August Jakob Locherer und seiner Frau Sophie Locherer (geb. Heilig) in Mannheim geboren. Er wuchs in der Innenstadt auf und besuchte die Volksschule und die Gewerbeschule. Nach einer abgeschlossenen Ausbildung arbeitet er ab 1921 als Mechaniker bei verschiedenen Firmen in Mannheim. 1923 bis 1925 war Locherer arbeitslos. Schließlich wurde er in der Rheinischen Gummifabrik Mannheim beschäftigt, bis es 1930 aufgrund von Arbeitsmangel zu seiner Entlassung kam. Im Mai 1931 erhielt Locherer eine Anstellung bei der Großeinkaufsgenossenschaft Deutscher Konsumvereine, in der er von 1932 bis 1933 als Mitglied des Betriebsrat tätig war. Aufgrund seiner regen gewerkschaftlichen Mitarbeit verlor er 1933 seine Anstellung und war bis Herbst 1934 ohne Beschäftigung. Aus Not arbeitete er vorübergehend auf einer Autobahnraststätte. 1937 machte sich Locherer als Vertreter selbstständig. Gewerkschaftlich war Locherer somit zuerst im Metallarbeiterverband, dann im Fabrikarbeiterverband und zuletzt im Nahrungsmittel- und Getränkearbeiterverband aktiv und besuchte Schulungsabende.
1922 trat Locherer dem Verein der Naturfreunde und 1924 dem proletarischen Freidenkerverband bei. Er gehörte diesen Organisationen bis zu ihrem Verbot 1934 an. Erst unter dem Einfluss der Weltwirtschaftskrise und der faschistischen Bedrohung schwenkte er auf eine kämpferische Linie um.
Locherer war seit 1929 mit der Näherin Rosa Anna Herrmann aus Mannheim-Seckenheim verheiratet. 1931 kam der gemeinsame Sohn zur Welt.

## Politik und Widerstand
Ideologisch sympathisierte Locherer früh mit dem linken Flügel der SPD. Er besuchte ab 1930 Veranstaltungen der marxistischen Parteien und erhielt von 1928 bis 1930 die sozialdemokratische Zeitung Volksstimme aus Mannheim.
1931 wandte sich Paul Locherer zusammen mit seinem älteren Bruder August Locherer der Sozialistischen Arbeiterpartei Deutschlands (SAPD) zu, die sich in Mannheim zu einer starken Widerstandsgruppe etablierte.
Nach der Machtergreifung der NSDAP im Jahr 1933 und dem Verbot der sozialistischen und kommunistischen Parteien war Locherer federführend daran beteiligt, die illegale Organisation der SAPD zuerst in Mannheim und anschließend über ganz Südwest-Deutschland aufzubauen.
Ab 1933 trugen sämtliche Funktionäre der SAPD im Südwest-Deutschland Decknamen. Paul Locherer versuchte unter dem Namen „Hannes“ mit Kommunisten und Sozialdemokraten einen gemeinsamen Widerstand gegen das Hitler-Regime zu errichten.
Von 1934 bis 1935 war Locherer Regionalleiter der illegalen SAPD.
Locherer beteiligte sich an der Herstellung und Verteilung von Flugblättern und Zeitschriften. Die Druckerzeugnisses dienten der Unterrichtung, Diskussion und schließlich auch der Mitgliederschulung. Diese wurden bis 1934 von der SAPD-Reichsleitung in Berlin und bis 1938 aus dem Ausland nach Mannheim gebracht und von dort verteilt. Der wichtigste Auslandsstützpunkt der Arbeiterpartei im Südwesten Deutschlands war Basel. So wurden illegale Schriften, wie die Zeitschrift Das Banner, ab 1934 nach Deutschland eingeführt und versorgten die Mannheimer Bezirksleitung mit Informationen und Anweisungen. Die Zeitungen umfassten 100 bis 200 Exemplare und beinhalteten auch Flugblätter und bedruckte Zettel zum Aufkleben. Für den 1. Mai 1934 und 1935 stellten Paul Locherer und Georg Burkhardt Abzüge von zwei Bildern her, die gegen eine Spende verteilt wurden. Eines der Bilder stellte Karl Marx dar, während das andere einen Gefangenen hinter einem – aus einem zerbrochenen Hakenkreuz gebildeten – Gitter zeigte und die Unterschrift „Heraus mit den politischen Gefangenen!“ trug. Beide Flugblätter gelangten auch an andere Gruppen der SAPD in Südwest-Deutschland.
Die SAPD war in Fünfergruppen organisiert, die für einen besseren Schutz gegen die Gestapo ab 1934 in Dreiergruppen umgewandelt wurden. Nur der jeweilige Gruppenleiter hatte Kontakt zu anderen Gruppen. Wie viele Zellen es davon gab, lässt sich heute nicht mehr feststellen. Paul Locherer, Gustav Roos, Alfred Meixner und Willy Petry leiteten jeweils eine Gruppe. Die Brüder Locherer und Gustav Roos trafen sich nach der Machtergreifung im Mannheimer Gartenhaus von Jakob Ritter. Bei den Treffen wurden die politische Lage, die Reaktionen ausländischer Zeitungen auf die Ereignisse in Deutschland und die Zukunftsaussichten der Arbeiterpartei besprochen. Die Besprechungen entwickelten sich zu regelmäßigen Schulungsabenden, die der Schulung und Aussprache, dem Austausch und der Entgegennahme von Informationen, der Verteilung von Druckschriften und dem Einzug von Mitgliedsbeiträgen diente. Die Treffen fanden in der Regel in der Wohnung eines der Gruppenmitglieder oder auf Spaziergängen statt und wurden von den Hauptverantwortlichen der jeweiligen Zelle geleitet.
Paul Locherer wurde im April 1939 angeklagt, „mit Gewalt die Verfassung des Reiches zu ändern, vorbereitet zu haben“. Er habe zudem „die Sozialistische Arbeiter-Partei […] illegal weitergeführt“ und sich „maßgeblich [an] der Herstellung und Verbreitung illegaler Drucksachen [beteiligt]“. Auch Alfred Meixner und Gustav Roos aus Mannheim sowie Adolf Schröder aus Windschläg wurden vor Gericht gestellt.
Locherer wurde vom Volksgericht in Berlin zu acht Jahren Zuchthaus verurteilt, welches er überlebte.
Nach Kriegsende zog Locherer nach Zwickau und schließlich nach Zeuthen in Brandenburg. 1954 heiratete er dort ein zweites Mal.
Paul Locherer starb im Jahr 1975.

## Würdigung

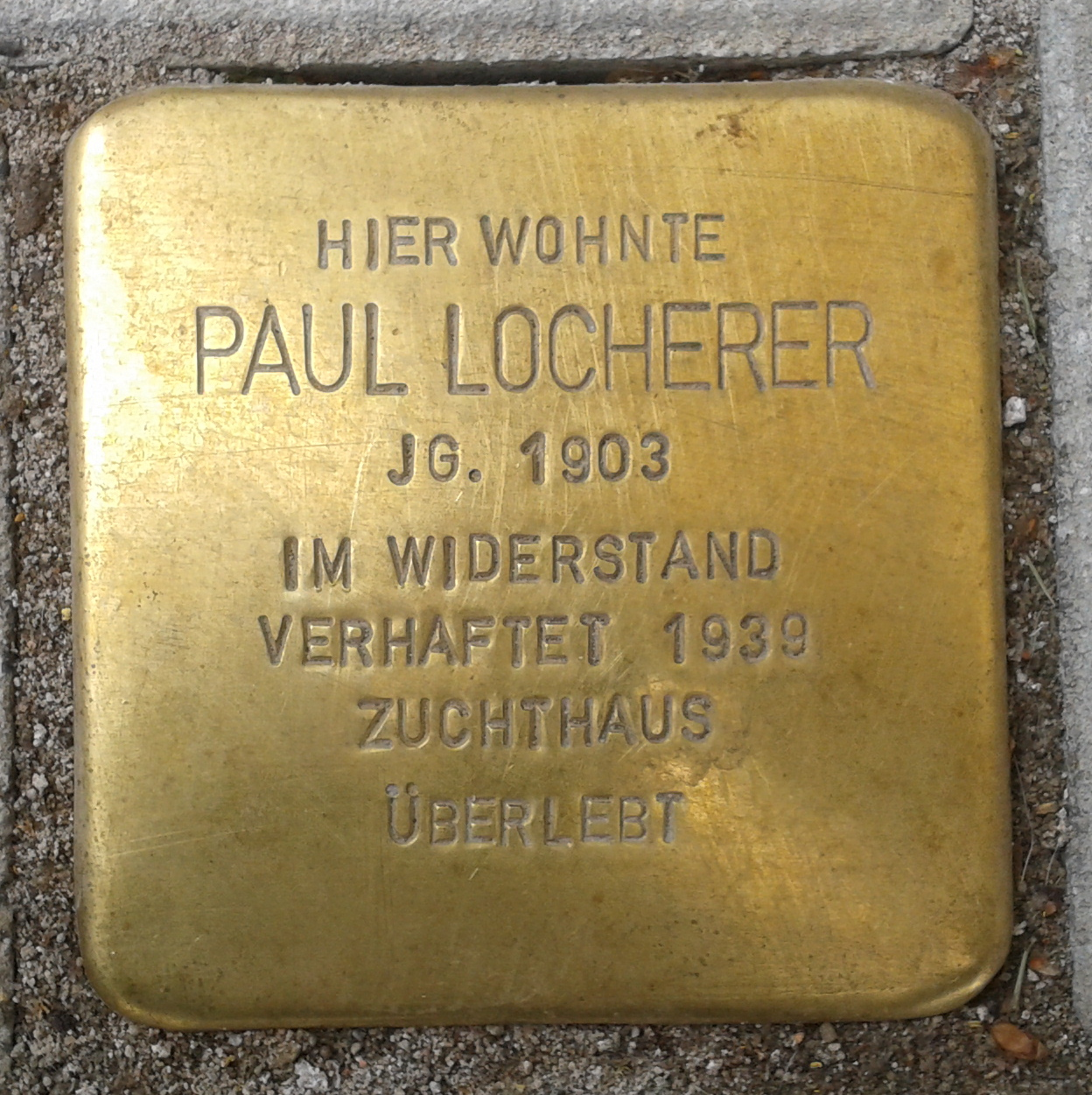

Zum Gedenken an Paul Locherer wurde 2013 vor seinem Wohnort in der Acherner Straße 28 in Mannheim-Seckenheim ein Stolperstein verlegt.